# Rudolf Stahlecker
Eugene Rudolf Stahlecker (25 de noviembre de 1898, Sternenfels, Pforzheim - † 26 de octubre de 1977 Urach) fue un geólogo, paleontólogo y biólogo alemán.

## Biografía
Estudió con el paleontólogo alemán Friedrich von Huene en la Universidad de Tubinga, Alemania. Participó en expediciones para recolectar fósiles en el Geoparque Paleorrota en 1928 y 1929. También hizo varias colecciones de fósiles en Argentina.
En su honor, el dicinodonte Stahleckeria potens recibió su nombre. Este dicinodonte se recogió en São Pedro do Sul, en el Sitio Paleontológico Chiniquá.
Después de terminar su doctorado, Stahlecker se convierta en un científico, sino un profesor de biología en una escuela de Stuttgart. "El Führer quiere enseñar a la gente una nueva forma de pensar en la biología, nosotros los científicos, tenemos que ser sus primeros colaboradores," era su lema. Después de la guerra que tuvo que tomar un descanso durante unos años para deshacerse del nazismo, a pesar de que no ha participado intensamente en el nacionalsocialismo como su hermano, el líder de la Brigada de las SS y comandante "Einsatzgruppe A" Walter Stahlecker.

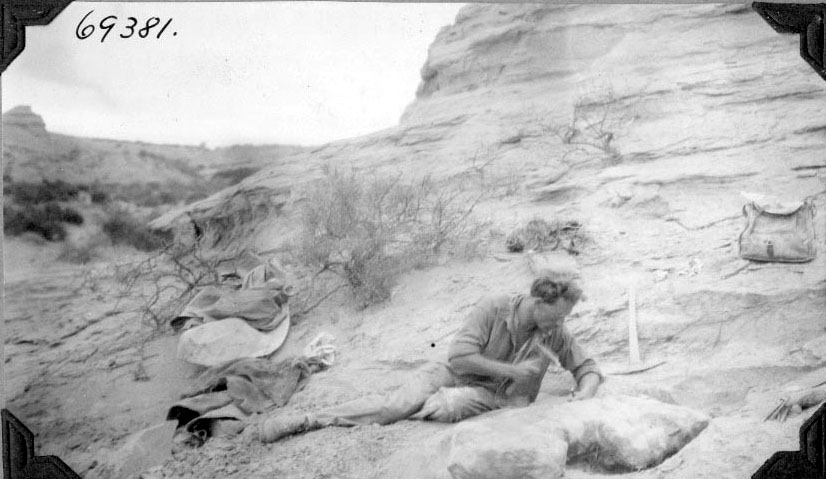
Rudolf Stahlecker, durante una excavación de Pronothrotherium
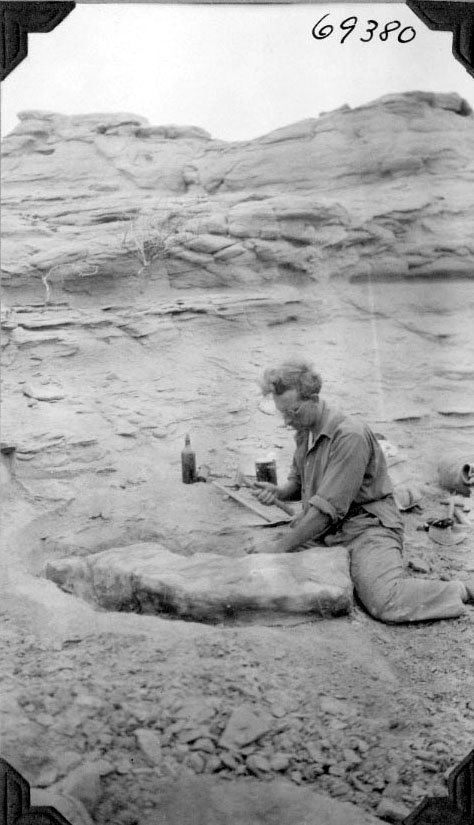
Rudolf Stahlecker, durante una excavación de Pronothrotherium